# 艾氏足躄魚
艾氏足躄魚，為輻鰭魚綱鮟鱇目躄魚亞目臂鈎躄魚科的其中一種，分布於澳洲塔斯馬尼亞島海域，體長可達3.6公分，棲息在大陸棚及大陸坡，生活習性不明。

## 扩展阅读
維基物種上的相關：艾氏足躄魚